# إيسيدورو مارتينيز فيلا
إيسيدورو مارتينيز فيلا (بالإسبانية: Isidoro Martínez-Vela)‏ (17 يناير 1925 – 18 يوليو 2012) هو سبّاح إسباني راحل، مثّل بلاده في الألعاب الأولمبية الصيفية 1948.

## روابط خارجية
- إيسيدورو مارتينيز فيلا على موقع IMDb (الإنجليزية)
- إيسيدورو مارتينيز فيلا على موقع قاعدة بيانات الفيلم (الإنجليزية)

إيسيدورو مارتينيز فيلا على موقع الاتحاد الدولي للسباحة (الإنجليزية)
- إيسيدورو مارتينيز فيلا على موقع أوليمبيديا (الإنجليزية)